# Vie intime de Napoléon Ier

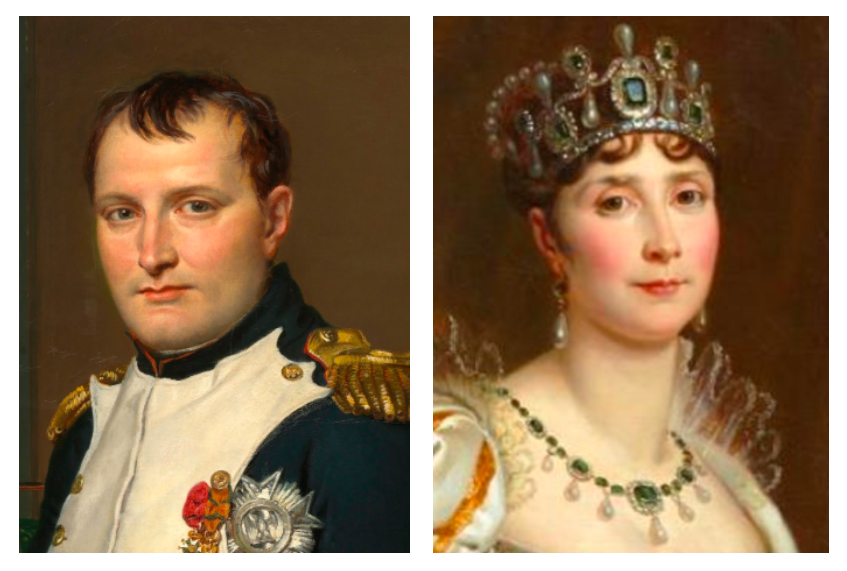
Napoléon et Joséphine, sa première épouse et impératrice des Français de 1804 à 1809.

La vie intime de Napoléon Ier concerne les relations amoureuses et privées du général, consul et Empereur des Français. L'historien Frédéric Masson, dans son ouvrage Napoléon et les femmes de 1894, attribue à Napoléon Bonaparte cinquante-huit conquêtes amoureuses.
Il est décrit comme peu courtois avec les femmes, parfois brutal de langage ; il manifestait du mépris envers celles qui s'offraient à lui. Il fut marié deux fois. Son premier mariage a lieu le 9 mars 1796 avec Joséphine de Beauharnais. Son second mariage est célébré le 11 mars 1810 avec Marie-Louise d'Autriche.
Napoléon a eu deux maîtresses qui ont eu de l'importance : Éléonore Denuelle de La Plaigne lui donne son premier fils, le comte Léon, et le conforte dans son idée qu'il n'est pas stérile. Et la comtesse Walewska, dont il fut très amoureux.

## Premières amours de Bonaparte
Jean Tulard fait remonter la première histoire d'amour de Napoléon à 1774, avec une petite amourette prénommée Giacominetta. Napoléon écrit dans une lettre à une Emma : « Seriez-vous méchante ou votre cœur a-t-il été donné ? ». 

### Caroline du Colombier
Considérée comme le réel premier amour innocent de Napoléon Bonaparte, Charlotte Pierre Anne du Colombier rencontre ce jeune sous-lieutenant, juste sorti de l'École militaire supérieure de Paris, à la fin de l'année 1785. Affecté en garnison à Valence, Bonaparte devient ami avec la famille de Madame du Colombier. Petit à petit, il se lie avec les deux jeunes filles de la famille du Colombier et particulièrement pour Charlotte Pierre Anne, dite Caroline.

Née en 1761, elle a 25 ans, Bonaparte en a 17 en 1786. Napoléon dira à Saint-Hélène que leur relation est restée chaste, selon les dires des fidèles de l'Empereur à Saint-Hélène : 

« On n'eût pas pu être plus innocent que nous, disait l'Empereur ; nous nous ménagions de petits rendez-vous ; je me souviens encore d'un au milieu de l'été, au point du jour ; on le croira avec peine, tout notre bonheur se réduisit à manger des cerises ensemble. »

Bonaparte se déplace avec son régiment, et ne peut s'engager durablement. Il restera en relation avec Caroline, lui offrira quelques années plus tard une magnifique bague. Elle deviendra Madame de Bressieux.

### Désirée Clary
Bernardine-Eugénie-Désirée Clary, née le 8 novembre 1777 à Marseille, est la fille d’un riche marchand de soie marseillais, François Clary. La famille Bonaparte quitte la Corse en été 1793 pour Marseille et se rapproche de la famille Clary.

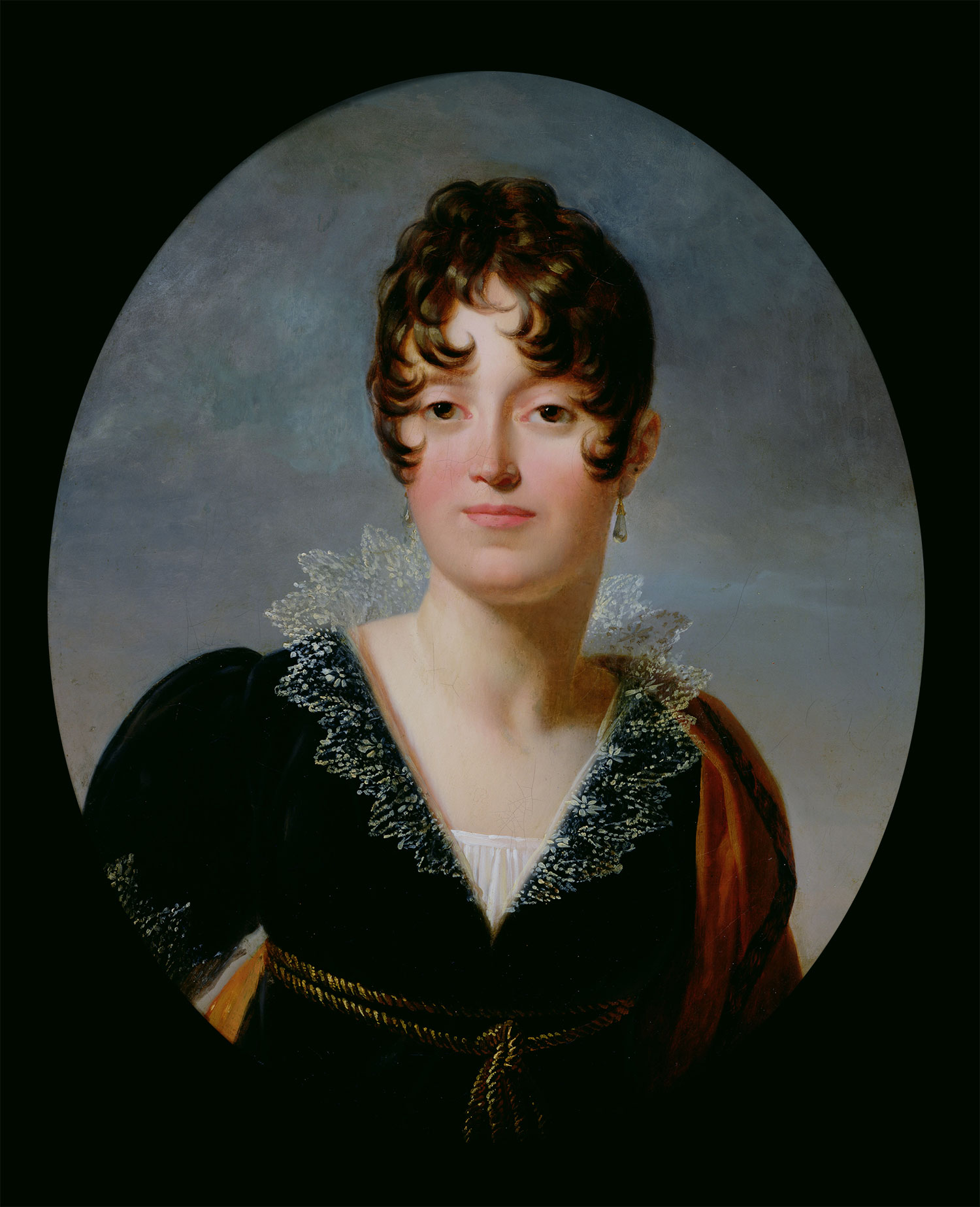
Désirée Clary, première fiancée de Napoléon, et future reine consort de Suède.

Le mariage entre les deux filles Clary et les deux aînés Bonaparte, Joseph et Napoléon est envisagé. Julie Clary, l’aînée, est promise à Joseph, qu’elle épouse en 1794, et Désirée est promise à Napoléon. Elle se fiance avec lui le 21 avril 1795. 
Napoléon gagne Paris. Désirée ne le suit pas. Dans la capitale, Bonaparte fréquente les salons, se lie d’amitié avec une belle veuve créole, Joséphine de Beauharnais. Il délaisse peu à peu sa fiancée. Désirée vit mal cette rupture.
Dans les archives nationales de Suède, se trouve une lettre qu’elle aurait envoyée à Bonaparte après leur rupture : « Vous m'avez rendue malheureuse pour le reste de ma vie, mais j'ai encore la faiblesse de vous pardonner... Vous disiez que vous m'aimiez ? Jamais je ne me marierai, jamais je ne m'engagerai avec un autre… ». 
En août 1798, Désirée est présentée à Jean-Baptiste Bernadotte, jeune général et le rival de Bonaparte. Ils se marient civilement à Sceaux le 17 août 1798. Moins d’une année plus tard, elle donne naissance à un fils, Oscar.
Pendant le Directoire, Bernadotte devient ministre de la Guerre. Sous l'Empire, il sera maréchal d’Empire. En 1806, il devient prince souverain d’un petit État italien proche de Naples, Pontecorvo. En 1810, Bernadotte devient le successeur du vieux roi Charles XIII, au trône de Suède et de Norvège. Sa femme devient la reine consort de Suède et de Norvège, et son fils sera le futur Oscar Ier.
Arrivée à Stockholm le 22 décembre 1810 avec son fils, Désirée n’aime ni la Cour de Suède, ni le climat (il avoisine les −20 °C en cette période). Au bout de cinq mois, elle fait une dépression. Elle regagne Paris ; elle y restera plus de dix années ; elle est une diplomate officieuse entre Napoléon et la Cour de Suède. Elle retourne à Stockholm en 1823 pour y être couronnée. Elle y meurt en 1860, âgée de 83 ans.
Elle est considérée comme la « mère de la dynastie » de Suède, qui règne encore.

## Joséphine de Beauharnais

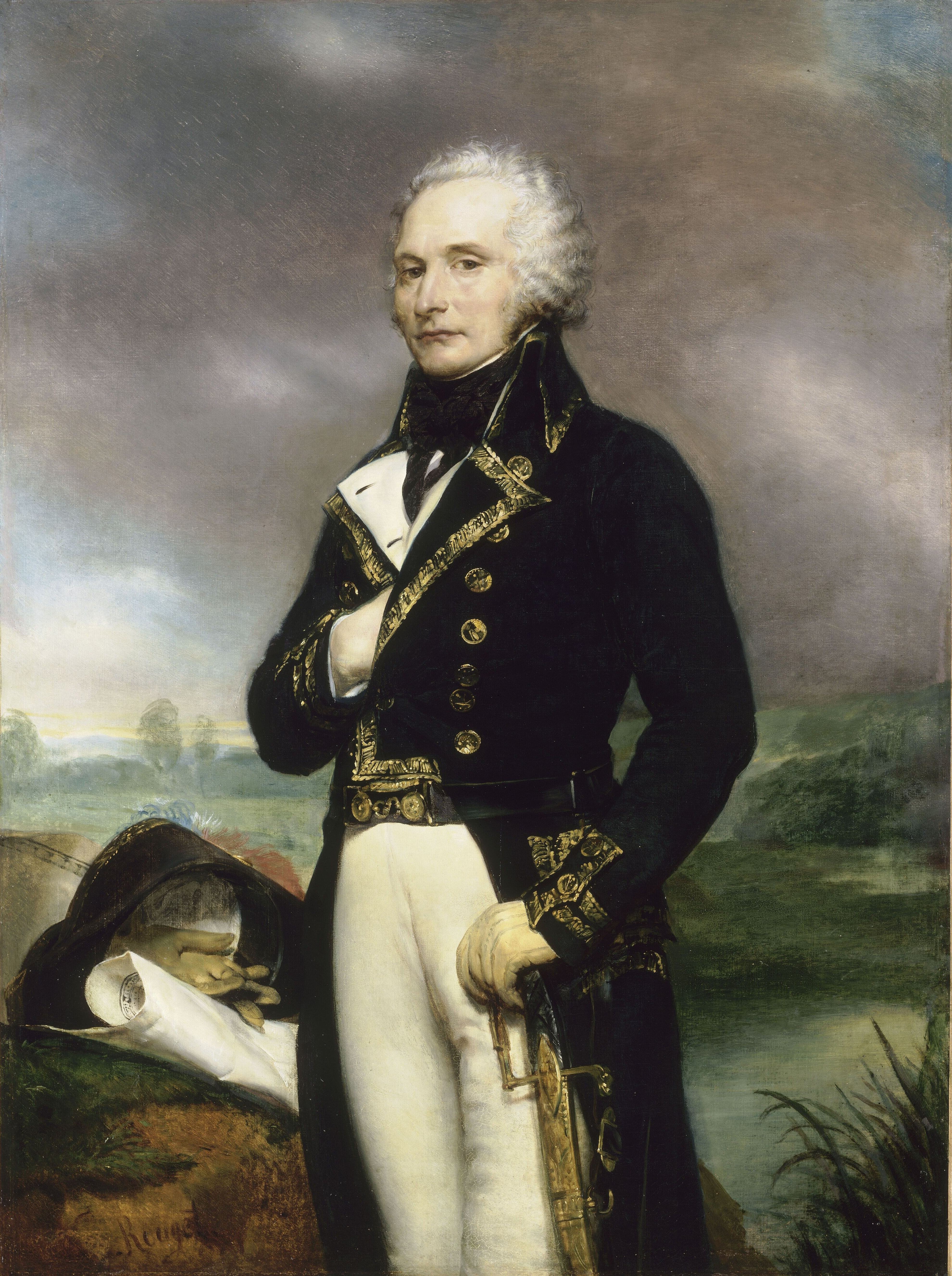
Alexandre de Beauharnais, guillotiné en 1794, premier époux de Joséphine de Beauharnais.

Marie-Josèphe-Rose de Tascher de la Pagerie est le premier véritable amour de l’Empereur. Elle aura un rôle politique déterminant dans ses décisions.
Née le 23 juin 1763, Marie-Josèphe-Rose, dite Joséphine, est née aux Antilles, en Martinique, de Joseph-Gaspard de Tascher de La Pagerie, lieutenant d’infanterie de marine et de Rose Claire des Vergers de Sannois. Ses parents étaient de riches colons martiniquais, qui possédaient une plantation de canne à sucre.
Joséphine et son père quittent la Martinique pour s'installer en France à la fin de l'automne de l'année 1779.
Le 13 décembre 1779, à l'âge de 16 ans, elle épouse le vicomte Alexandre de Beauharnais, alors âgé de 19 ans, lieutenant et fils d'un gouverneur de la Martinique. Ils auront deux enfants. Eugène, né en 1781 et Hortense, née en 1783 (mère du futur Napoléon III).
Pendant la Révolution française, Alexandre de Beauharnais est lieutenant général de l’armée du Rhin. Il est accusé de s’être rendu lors du siège de Mayence de 1793. Le Comité de sûreté générale le condamne à la guillotine. Joséphine est emprisonnée au monastère des Carmes de Paris, et libérée après la chute de Robespierre. Elle devient la maîtresse de Paul Barras, alors député des Basses-Alpes de la Convention nationale. Elle est alors une des femmes les plus en vue de la bonne société pendant le Directoire.

### La rencontre entre Bonaparte et Joséphine
Joséphine de Beauharnais fréquentait la haute société, sans grands moyens. Elle reçoit dans un petit hôtel qu’elle loue. Elle a deux enfants à charge, Hortense, 11 ans, et Eugène, 13 ans, et multiplie les expédients.
Lors d’un dîner mondain, vers mi-octobre 1795, Bonaparte aurait fait sa connaissance. Joséphine avait six années de plus que lui. 
Dans sa Vie de Napoléon, Stendhal fait une description de Bonaparte à cette époque ; il était : « l'être le plus maigre et le plus singulier que, de ma vie, j'eusse rencontré. Suivant la mode du temps, il portait des oreilles de chien immenses et qui descendaient jusque sur ses épaules. La mise du général Bonaparte n'était pas faite pour rassurer. La redingote qu'il portait était tellement râpée, il avait l'air si misérable que j'eus peine à croire que cet homme fût général. ».

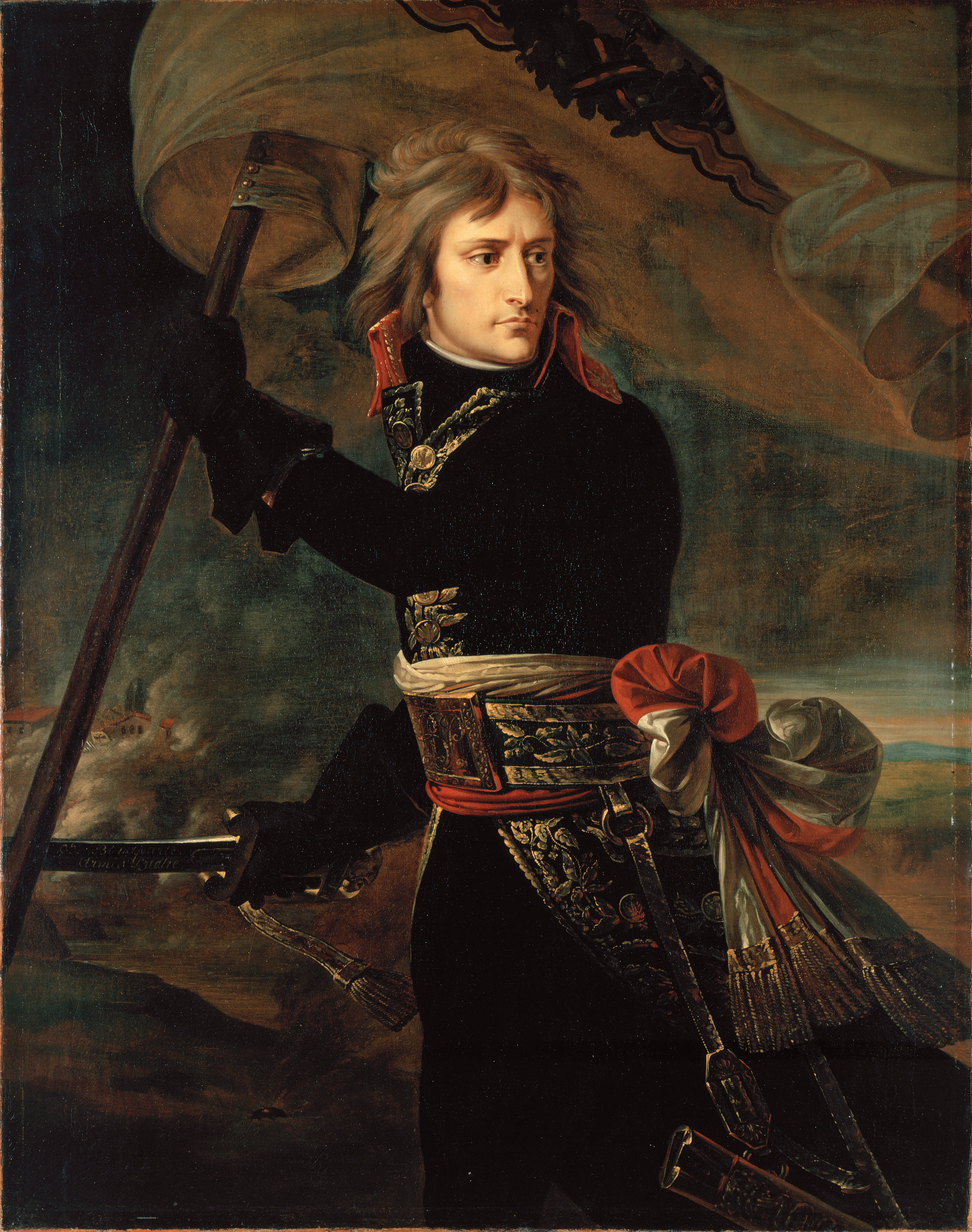
Bonaparte à la bataille du pont d'Arcole (1796). Sous cette apparence ingrate, Joséphine le rencontre pour la première fois.

Napoléon Ier tombe amoureux d’elle, elle se laisse séduire, devient la compagne d’un militaire populaire, en pleine ascension sociale, commandant en chef de l'Armée de l'Intérieur, ayant prouvé sa valeur au combat, notamment lors du 13 vendémiaire (5 octobre 1795), où Bonaparte a écrasé la rébellion monarchiste.
Les deux amants s'envoient des lettres fameuses. Le 6 brumaire an IV (28 octobre 1795) au soir, Joséphine écrit à Bonaparte :
« Vous ne venez plus voir une amie qui vous aime ; vous l'avez tout à fait délaissée ; vous avez bien tort, car elle vous est tendrement attachée. Venez demain septidi déjeuner avec moi. J'ai besoin de vous voir et de causer avec vous sur vos intérêts. Bonsoir, mon ami, je vous embrasse. Veuve Beauharnais. »
À cette lettre, Bonaparte répond le jour même : « Je ne conçois pas ce qui a pu donner lieu à votre lettre. Je vous prie de me faire le plaisir de croire que personne ne désire autant votre amitié que moi, et n'est plus prêt que moi à faire quelque chose qui puisse le prouver. Si mes occupations me l'avaient permis, je serais venu moi-même porter ma lettre. Buonaparte. »
Ils décident de se marier civilement, à la mairie de l’ancien 2e arrondissement de Paris.

### Joséphine, une épouse infidèle
Au surlendemain du mariage, Napoléon part à la guerre en tant que commandant en chef de l’Armée d’Italie.
Lors de la première campagne d’Italie, le capitaine Hippolyte Charles devient l’amant de Joséphine.

### Joséphine, impératrice des Français
Napoléon définit lui-même ses amourettes comme étant sans importance : « Joséphine a toujours peur que je tombe amoureux. Ne sait-elle pas que l'amour n'est pas fait pour moi ? Qu'est-ce que l'amour ? Une passion qui laisse tout l'univers d'un côté pour ne voir, ne mettre de l'autre que l'objet aimé. »

## Marie-Louise d'Autriche
Marie-Louise Léopoldine Françoise Thérèse Josèphe Lucie de Habsbourg-Lorraine, née le 12 décembre 1791 à Vienne au palais de la Hofburg, est la seconde épouse de Napoléon Ier. Fille aînée de François II, empereur des Romains (François Ier, empereur d’Autriche) et de Marie-Thérèse de Bourbon-Sicile (Marie-Thérèse de Bourbon-Naples), elle est l’arrière-petite-fille de la grande impératrice Marie-Thérèse d’Autriche, et la petite-nièce de Marie-Antoinette.

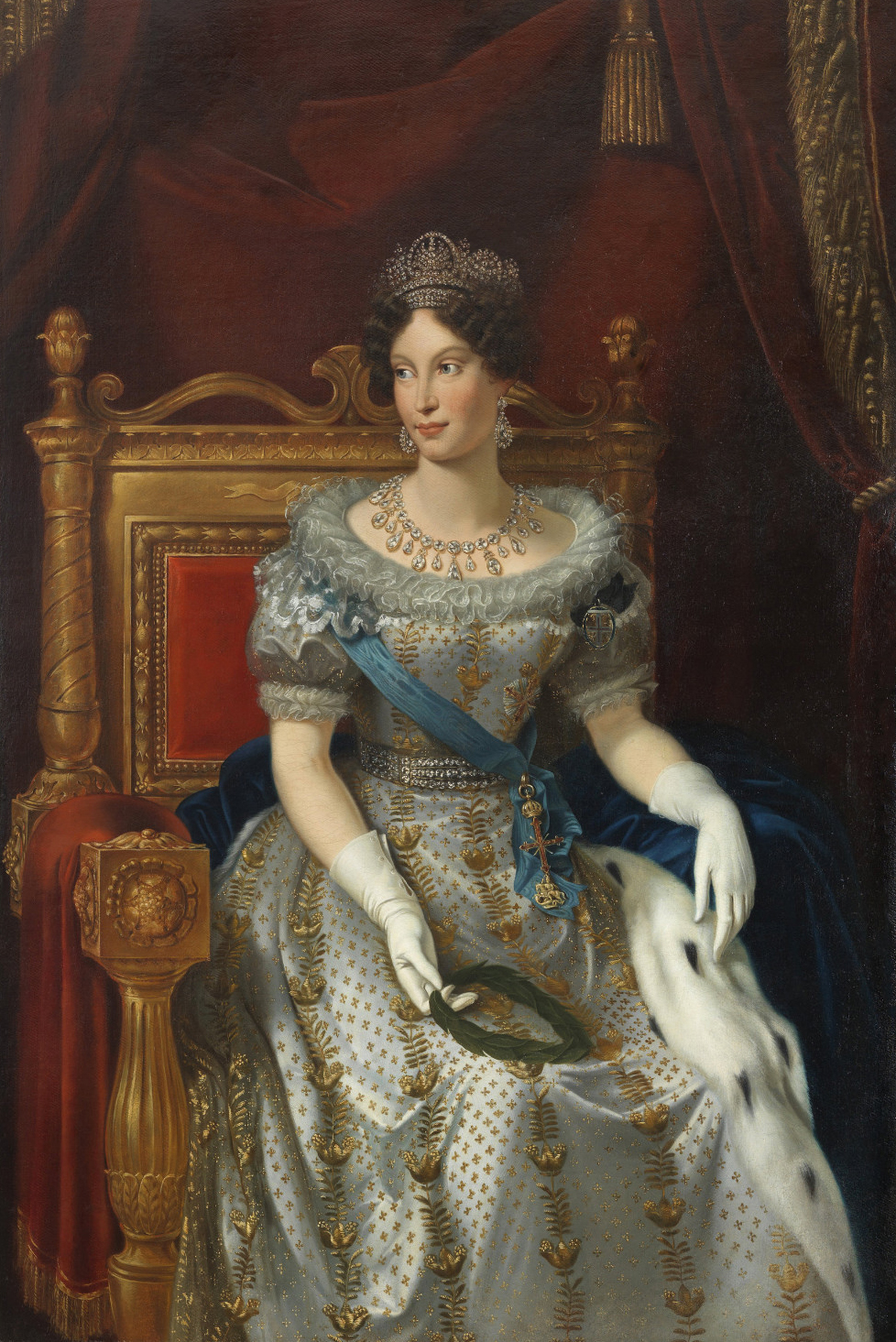
Marie-Louise d'Autriche, seconde épouse de Napoléon, impératrice des Français de 1810 à 1814.

Son mariage avec Napoléon est politique : créer une alliance entre l’Autriche et la France. Depuis l’exécution de Marie-Antoinette le 16 octobre 1793 et la marche sur Vienne de 1805, les relations entre la France et l’Autriche ne sont pas bonnes. Napoléon a vaincu les armées autrichiennes à bataille de Wagram, le 6 juillet 1809.
Le mariage entre Napoléon et Marie-Louise apparaît comme une nécessité. Joséphine ne peut donner d’héritier au trône impérial. Napoléon cherche une épouse qui donnera un héritier à l’Empire français.
Le 15 décembre 1809, Napoléon et Joséphine divorcent.
François Ier d’Autriche, pour apaiser les tensions entre les deux puissances, accorde sa fille en mariage à l’Empereur. La jeune archiduchesse Marie-Louise d'Autriche est âgée de 18 ans.
Le maréchal Berthier, qui s'est illustré à la bataille de Wagram, représente l’Empereur. Il se rend à Vienne et demande officiellement la main de Marie-Louise, le 8 mars 1810. Le mariage civil est conclu le 11 mars, les époux ne se sont jamais rencontrés. La jeune mariée quitte Vienne le 13 mars pour la France, accompagnée d’un cortège de quatre vingt-trois voitures. Le 27 mars elle atteint Compiègne, où Napoléon la retrouve. Il est plutôt satisfait du physique de son épouse, et ils consomment leur mariage. Le mariage religieux est célébré le 2 avril 1810 dans le Salon Carré du Louvre, aménagé en chapelle.
Le couple impérial donne naissance à un héritier. Corvisart accouche l'impératrice, difficilement, de plus de douze heures. Napoléon François Joseph Charles Bonaparte, le roi de Rome naît au palais des Tuileries le 20 mars 1811. Cent un coups de canons sont tirés.
Le rôle politique de Marie-Louise restera faible. Elle assume la régence lorsque l’Empereur part en campagne militaire, hors du territoire français.
L’alliance entre l’Autriche et la France se distend. La guerre est déclarée en 1813. Napoléon est battu. Sa Grande Armée compte un nouveau corps d’armée : les Marie-Louise. L'échec sanctionne la campagne d'Allemagne.
La coalition bat les armées napoléoniennes. Les Russes, les Autrichiens et les Prussiens entrent dans Paris le 8 février 1814. Joseph ordonne à Marie-Louise de quitter Paris avec le roi de Rome. Marie-Louise et son fils se réfugient à Blois.
Napoléon abdique le 4 avril 1814. Il est exilé sur l'île d'Elbe et Marie-Louise envisage de le suivre. Son père, François Ier la persuade de rentrer à Vienne.
Lorsque Napoléon reprend le pouvoir en 1815, elle a rencontré Adam Albert de Neipperg. Marie-Louise et Neipperg s’installent dans le duché de Parme en Italie, où elle est duchesse, le 9 avril 1816, laissant son fils à Vienne : il devient duc de Reichstadt.
Napoléon meurt sur l'île de Sainte-Hélène, le 5 mai 1821. Marie-Louise épouse Neipperg le 8 août 1821 ; il devient prince-consort de Parme et Plaisance. Ils auront quatre enfants, Albertine de Montenuovo, née en 1817, Guglielmo Alberto di Montenuovo, né en 1819, Mathilde de Montenuovo, née en 1821 et Gustavo de Montenuovo, né en 1823.
Neipperg meurt en 1829, à l’âge de 53 ans.
En 1832, le duc de Reichstadt meurt d’une tuberculose, à l’âge de 21 ans.
En 1834, Marie-Louise épouse en troisième noces le comte Charles-René de Bombelles et termine sa vie avec lui.
À Parme, le 17 décembre 1847, elle meurt d’une pleurésie rhumatoïde, âgée de 56 ans.

## Les maîtresses impériales
Tout au long de son règne, en France, ou pendant ses campagnes militaires, Napoléon a des maîtresses. Deux ont été importantes. 

### Éléonore Denuelle de La Plaigne

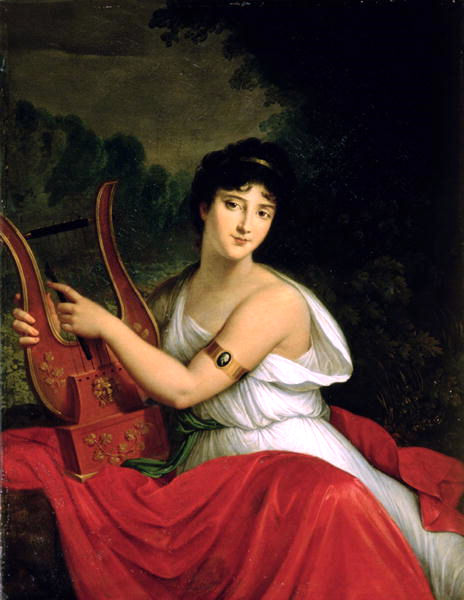
Éléonore Denuelle de La Plaigne, maîtresse de Napoléon, et mère de son premier enfant.

Née le 13 septembre 1787 à Paris, rue Poissonnière, Éléonore Denuelle de La Plaigne fut baptisée le 14 à l’Église Saint-Eustache de Paris. Dès son enfance, elle est mise en pension à Saint-Germain-en-Laye chez Madame Campan, dont elle restera proche.
Emmenée au théâtre de la Gaîté par sa mère, elle y fait la rencontre de Jean-Honoré-François Revel, avec qui elle se marie à Saint-Germain-en-Laye le 15 janvier 1805. 
Son mari est arrêté, et condamné à deux années de prison pour « faux en écritures privées. » 
Elle renoue avec une ancienne camarade de classe, Caroline Bonaparte, petite sœur de Napoléon. Elle est devenue la princesse Caroline Murat. Eléonore travaille auprès d’elle comme lectrice, divorce de Revel, le 29 avril 1806.
Devenue dame du palais et lectrice de Sa Majesté Impériale, Joséphine, elle se rapproche de Napoléon et devient sa maîtresse en 1806.
En campagne militaire à Pułtusk, le 30 décembre 1806, Napoléon reçoit la nouvelle : Éléonore a accouché d’un enfant, le 13 décembre, au 29 rue de la Victoire à Paris. C’est le premier enfant de Napoléon. La naissance de Léon est importante : l’Empereur sait qu’il n’est pas stérile, et que c’est bien Joséphine qui n’arrive pas à lui donner d’enfant.
Napoléon ne revoit pas Éléonore et son fils. Il leur verse des pensions, trouve un mari à Éléonore, un jeune lieutenant de 15e régiment d’infanterie, Philippe Augier de la Sauzaye. Ils se marient le 4 février 1808, à la mairie de l’ancien 10e arrondissement de Paris. 
Engagé dans la campagne de Russie, Philippe Augier de la Sauzaye trouve la mort à la Berézina, le 28 novembre 1812.
Éléonore se remarie avec le comte Charles-Auguste-Émile-Louis de Luxbourg, le 23 mai 1814. Ils restent mariés trente-cinq années, jusqu’à ce qu'il meure le 1er septembre 1849. 
Éléonore meurt à son tour le 30 janvier 1868, dans son appartement du boulevard Malesherbes, à 81 ans.

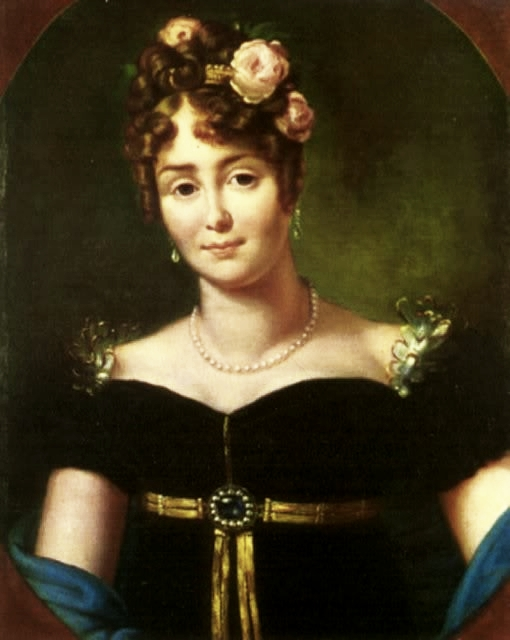
Marie Walewska, la "femme polonaise de Napoléon"

### Marie Walewska
Maria Łączyńska est née le 7 décembre 1786 à Kiernozia en Pologne. À 8 ans, elle perd son père, lors des répressions russes. Considérée comme fort belle, blonde aux grands yeux bleus, elle se marie au comte Athenase (ou Anastazy) Walewski, après avoir refusé d'épouser un jeune russe. Elle a 17 ans, lui, presque 70 ; il est veuf pour la seconde fois. L'aîné de ses petits-enfants a neuf ans de plus que Marie. Il fait partie d'une des familles les plus puissantes de Pologne, il est très riche et ancien chambellan du roi. Ils ont un fils en 1805, Antoine.

#### "La femme polonaise de Napoléon"
Une coalition européenne s'est formée contre la France de Napoléon ; la campagne de Pologne commence en 1806. Le 1er janvier 1807, Napoléon entre à Bronie en libérateur du pays, accueilli par près d'un million de polonais. Depuis la fin du XVIIIe siècle, la Pologne était partagée entre la Prusse, l'Autriche et surtout la Russie.
Il rencontrera Marie Walewska, la reverra lors d'un bal, ils tombent très amoureux l’un de l’autre, et auront un fils, Alexandre Walewski, né le 4 mai 1810.
Elle lui restera fidèle jusqu’à son exil pour Saint-Hélène. Elle meurt en 1817, à l’âge de 31 ans, d’une fièvre puerpérale, lors d'un accouchement.

## Descendance de Napoléon Bonaparte

### Descendance légitime de Napoléon
Après son divorce avec Joséphine de Beauharnais, Napoléon se marie une seconde fois, le 2 avril 1810 avec l’archiduchesse Marie-Louise d’Autriche, qui lui donne un fils onze mois plus tard : Napoléon François Joseph Charles Bonaparte (20 mars 1811-22 juillet 1832), roi de Rome, duc de Reichstadt. Il est connu également sous le nom de Napoléon II, bien qu’il n’ait jamais régné qu’en théorie, pendant quinze jours, entre la deuxième abdication de Napoléon et la Seconde Restauration. Prince impérial, il est titré roi de Rome à sa naissance, empereur de jure éphémère en 1815. Il finit sa vie en Autriche avec le titre de duc de Reichstadt ; il meurt à 21 ans, sans enfants, entraînant l'extinction totale de la branche aînée. En 1832, la branche de Joseph Bonaparte, frère de Napoléon, lui succède.

## Annexe